# Le Sourd dans la ville
Pour plus de détails, voir Fiche technique et Distribution.
Le Sourd dans la ville est un drame de 1987 écrit et réalisé par la cinéaste québécoise Mireille Dansereau et adapté du roman éponyme de Marie-Claire Blais.
Le film a été sélectionné en compétition de la 44e édition de la Mostra de Venise.

## Distribution
- Angèle Coutu
- Guillaume Lemay-Thivierge
- Sophie Léger
- Han Masson
- Béatrice Picard
- Pierre Thériault